# Malmö vågbrytarbank

Fyrljusets sektorer för Malmö vågbrytarbank (gul färg markerar vitt ljus). Att sektorn mot västsydväst är så smal beror på att fyren är ledfyr för den långa och smala Trindelrännan i denna riktning.

Malmö vågbrytarbank är en fyr väster om inloppet till Malmö hamn cirka 500 meter norr om kusten vid Scaniaparken. Fyren, med en lyshöjd på 11 meter, byggdes 1925 på yttre (norra) änden av en ej färdigbyggd hamnpir/vågbrytare. Den var inledningsvis försedd med AGA-ljus, men elektrifierades 1936. Den ej färdigbyggda piren når på sina ställen upp till mindre än en och en halv meter under vattenytan, vilket orsakat många grundstötningar, och detta konstgjorda grund kallas, liksom ofta fyren, i folkmun för "Rått(e)fällan".
Fyren är en sektorfyr som visar vitt sken (ett blink var tionde sekund) i fyra riktningar (och rött/grönt i övriga riktningar däremellan):
- Mot västsydväst anger den riktningen för Trindelrännan.
- Mot väst riktningen till hamninloppet från Flintrännans nordostände.
- Mot nordväst riktningen mot hamninloppet för norrifrån kommande fartyg i Öresund.
- Mot ost som ledning för utsegling från Industrihamnen.